# Europapokal der Pokalsieger 1973/74

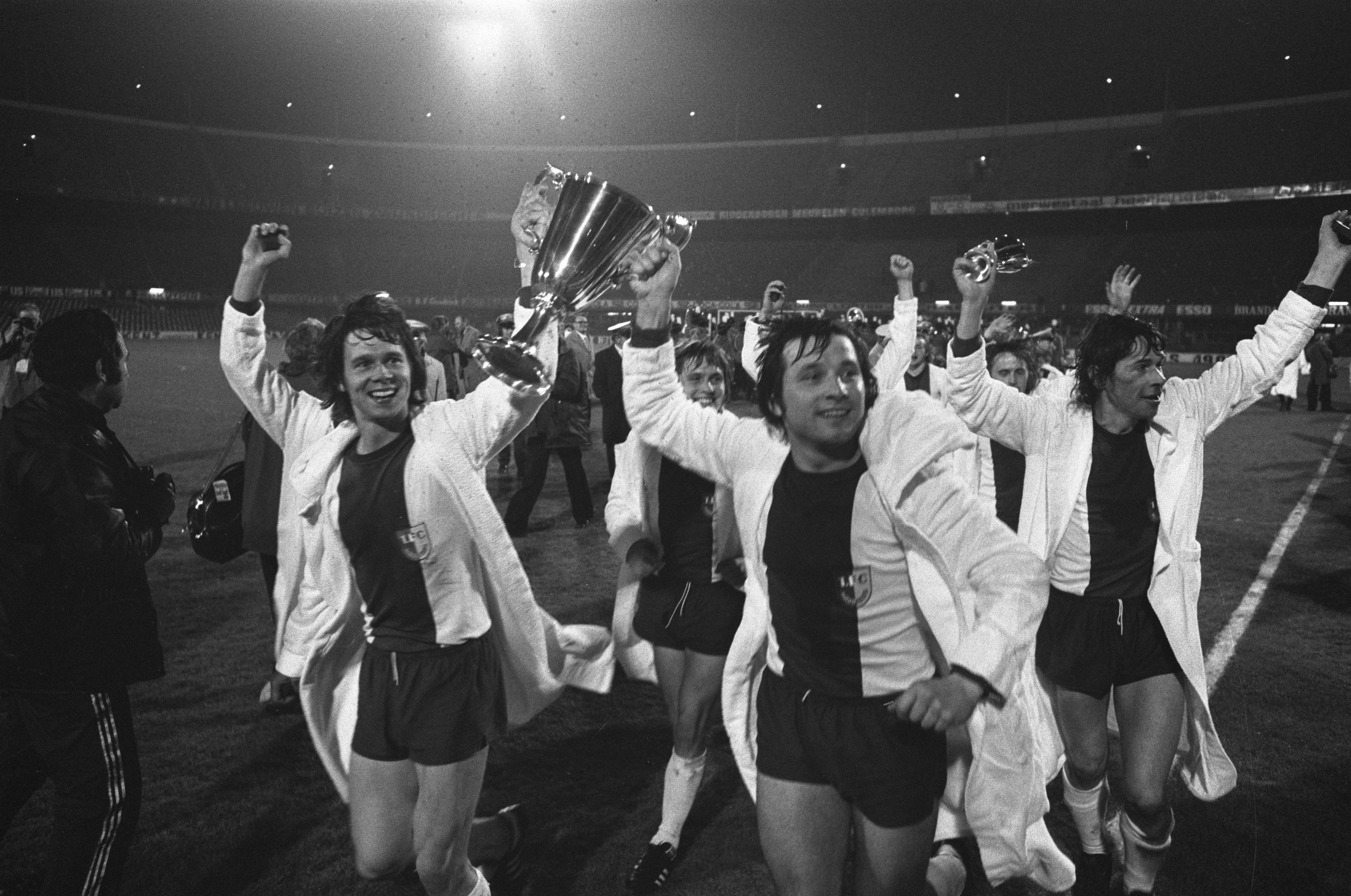
Der 1. FC Magdeburg nach dem Gewinn des Europapokal der Pokalsieger 1973/74

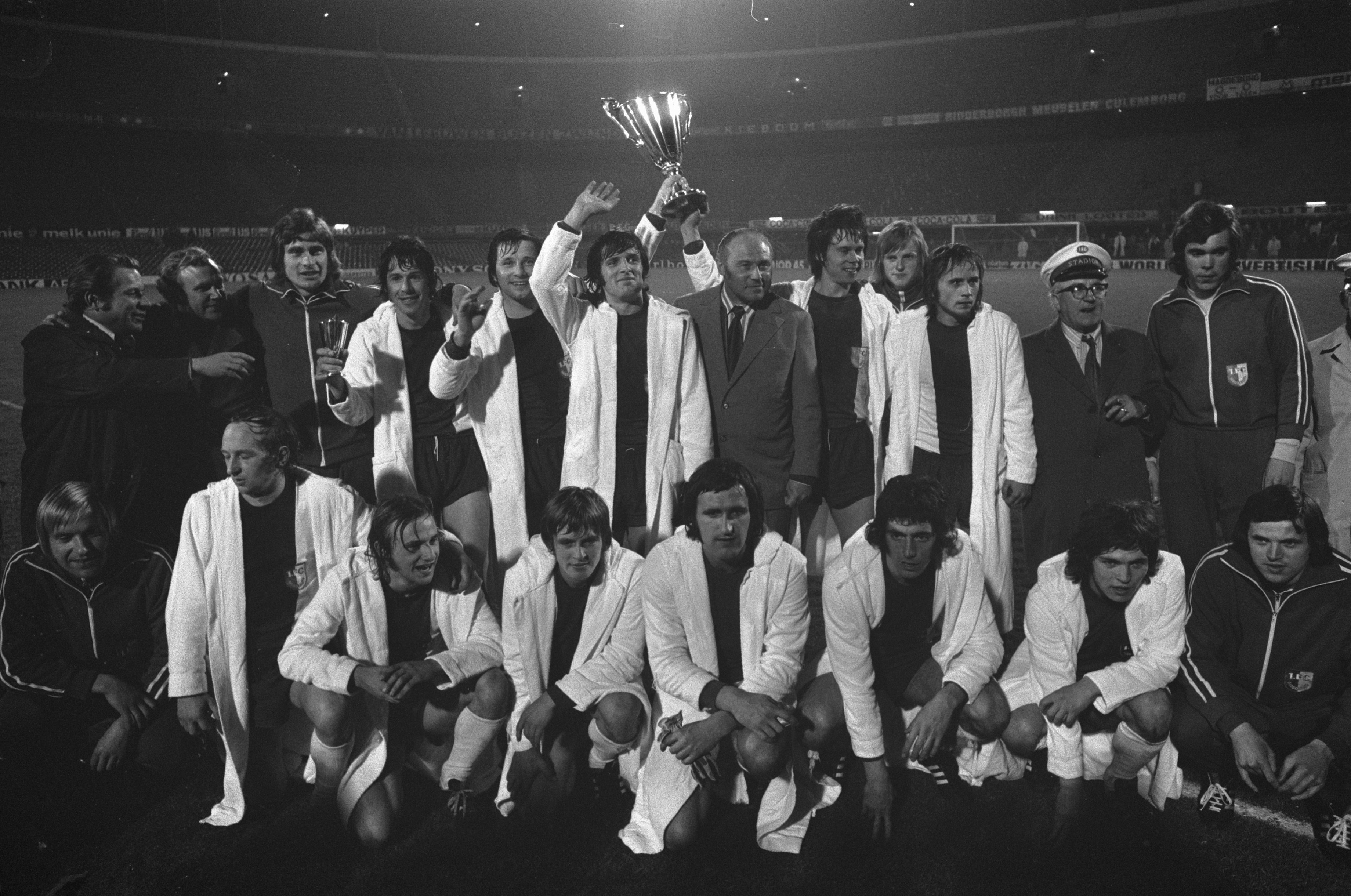
Der 1. FC Magdeburg nach dem Gewinn des Europapokal der Pokalsieger 1973/74

Der Europapokal der Pokalsieger 1973/74 war die 14. Ausspielung des Wettbewerbs der europäischen Fußball-Pokalsieger. 32 Klubmannschaften aus 32 Verbänden nahmen am Wettbewerb teil. Darunter befanden sich 26 nationale Pokalsieger, einschließlich Titelverteidiger AC Mailand, der auch wieder italienischer Pokalsieger geworden war, sowie 6 unterlegene Pokalfinalisten (CS Fola Esch, SK Rapid Wien, Pezoporikos Larnaka, PAOK Thessaloniki, Beroe Stara Sagora und MKE Ankaragücü). Da Pokalfinalist Juventus Turin italienischer Meister geworden war und sich somit für den Europapokal der Landesmeister 1973/74 qualifiziert hatte, war Italien nur mit einer Mannschaft vertreten. Albanien meldete in dieser Saison keine Mannschaft.
Aus Deutschland waren der DFB-Pokalsieger Borussia Mönchengladbach und der FDGB-Pokalsieger 1. FC Magdeburg, aus Österreich ÖFB-Cupfinalist SK Rapid Wien und aus der Schweiz der FC Zürich am Start.
Diese Europapokal-Saison brachte den einzigen Erfolg einer Mannschaft aus der DDR im Europapokal. Der von Heinz Krügel trainierte 1. FC Magdeburg schlug im Finale den AC Mailand und verhinderte damit dessen Titelverteidigung. Das Finale in Rotterdam fand vor nur 4641 Zuschauern statt. 
Torschützenkönig wurde Jupp Heynckes von Borussia Mönchengladbach mit insgesamt acht Treffern.

## Modus
Die Teilnehmer spielten wie gehabt im reinen Pokalmodus mit Hin- und Rückspielen den Sieger aus. Gab es nach beiden Partien Torgleichstand, entschied die Anzahl der auswärts erzielten Tore (Auswärtstorregel). War auch deren Anzahl gleich, fand im Rückspiel eine Verlängerung statt, in der auch die Auswärtstorregel galt.  Herrschte nach Ende der Verlängerung immer noch Gleichstand, wurde ein Elfmeterschießen durchgeführt. Das Finale wurde in einem Spiel auf neutralem Platz entschieden. Bei unentschiedenem Spielstand nach Verlängerung wäre der Sieger ebenfalls in einem Elfmeterschießen ermittelt worden.

## 1. Runde
Die Hinspiele fanden am 19./20. September, die Rückspiele am 22. September und 3. Oktober 1973 statt.
|                       | Gesamt    |                          | Hinspiel | Rückspiel |
| --------------------- | --------- | ------------------------ | -------- | --------- |
| Beroe Stara Sagora    | 11:10     | CS Fola Esch             | 7:0      | 4:1       |
| Lahden Reipas         | 0:2       | Olympique Lyon           | 0:0      | 0:2       |
| Freja Randers         | 1:2       | SK Rapid Wien            | 0:0      | 1:2       |
| AC Mailand            | 4:1       | Dinamo Zagreb            | 3:1      | 1:0       |
| Gżira United          | 0:9       | Brann Bergen             | 0:2      | 0:7       |
| Chimia Râmnicu Vâlcea | 2:4       | Glentoran FC             | 2:2      | 0:2       |
| Torpedo Moskau        | 0:2       | Atlético Bilbao          | 0:0      | 0:2       |
| Vasas Budapest        | 0:3       | AFC Sunderland           | 0:2      | 0:1       |
| Legia Warschau        | 1:2       | PAOK Thessaloniki        | 1:1      | 0:1       |
| Pezoporikos Larnaka   | 00:11     | Malmö FF                 | 0:0      | 00:11     |
| Cardiff City          | 1:2       | Sporting Lissabon        | 0:0      | 1:2       |
| Baník Ostrava         | 3:1       | Cork Hibernians          | 1:0      | 2:1       |
| NAC Breda             | 0:2       | 1. FC Magdeburg          | 10:0 1   | 0:2       |
| MKE Ankaragücü        | 0:6       | Glasgow Rangers          | 0:2      | 0:4       |
| RSC Anderlecht        | (a)4:4(a) | FC Zürich                | 3:2      | 1:2       |
| ÍBV Vestmannaeyja     | 01:16     | Borussia Mönchengladbach | 20:7 2   | 1:9       |

## 2. Runde
Die Hinspiele fanden am 24. Oktober, die Rückspiele am 7. November 1973 statt.
|                          | Gesamt    |                   | Hinspiel | Rückspiel |
| ------------------------ | --------- | ----------------- | -------- | --------- |
| FC Zürich                | (a)1:1(a) | Malmö FF          | 0:0      | 1:1       |
| AFC Sunderland           | 2:3       | Sporting Lissabon | 2:1      | 0:2       |
| AC Mailand               | 2:0       | SK Rapid Wien     | 0:0      | 2:0       |
| Borussia Mönchengladbach | 5:3       | Glasgow Rangers   | 3:0      | 2:3       |
| Beroe Stara Sagora       | 3:1       | Atlético Bilbao   | 3:0      | 0:1       |
| Brann Bergen             | 2:4       | Glentoran FC      | 1:1      | 1:3       |
| Baník Ostrava            | 2:3       | 1. FC Magdeburg   | 2:0      | 0:3 n. V. |
| Olympique Lyon           | 3:7       | PAOK Thessaloniki | 3:3      | 0:4       |

## Viertelfinale
Die Hinspiele fanden am 5./6. März (Mailand gegen Saloniki am 13.), die Rückspiele am 20. März 1974 statt.
|                   | Gesamt |                          | Hinspiel | Rückspiel |
| ----------------- | ------ | ------------------------ | -------- | --------- |
| Glentoran FC      | 0:7    | Borussia Mönchengladbach | 0:2      | 0:5       |
| 1. FC Magdeburg   | 3:1    | Beroe Stara Sagora       | 2:0      | 1:1       |
| Sporting Lissabon | 4:1    | FC Zürich                | 3:0      | 1:1       |
| AC Mailand        | 5:2    | PAOK Thessaloniki        | 3:0      | 2:2       |

## Halbfinale
Die Hinspiele fanden am 10. April, die Rückspiele am 24. April 1974 statt.
|                   | Gesamt |                          | Hinspiel | Rückspiel |
| ----------------- | ------ | ------------------------ | -------- | --------- |
| Sporting Lissabon | 2:3    | 1. FC Magdeburg          | 1:1      | 1:2       |
| AC Mailand        | 2:1    | Borussia Mönchengladbach | 2:0      | 0:1       |

## Finale
| 1. FC Magdeburg                                | 1. FC Magdeburg | AC Mailand | AC Mailand | Aufstellung                                  |
| ---------------------------------------------- | --- | --- | ---------- | -------------------------------------------- |
| 1. FC Magdeburg                                | \| 8. Mai 1974 in Rotterdam (De Kuip) \| \| Ergebnis: 2:0 (1:0) \| \| Zuschauer: 4.641 \| \| Schiedsrichter: Arie van Gemert ( Niederlande) \|                                                             | \| 8. Mai 1974 in Rotterdam (De Kuip) \| \| Ergebnis: 2:0 (1:0) \| \| Zuschauer: 4.641 \| \| Schiedsrichter: Arie van Gemert ( Niederlande) \| | AC Mailand | Aufstellung 1. FC Magdeburg gegen AC Mailand |
| 1. FC Magdeburg                                | Ulrich Schulze – Manfred Zapf – Detlef Enge, Wolfgang Abraham – Wolfgang Seguin, Jürgen Pommerenke, Helmut Gaube, Axel Tyll – Detlef Raugust, Jürgen Sparwasser, Martin Hoffmann Cheftrainer: Heinz Krügel | Pierluigi Pizzaballa – Karl-Heinz Schnellinger – Angelo Anquilletti, Enrico Lanzi, Giuseppe Sabadini – Franco Bergamaschi (60. Alessandro Turini), Romeo Benetti, Gianni Rivera , Aldo Maldera – Alberto Bigon, Carlo Tresoldi Cheftrainer: Giovanni Trapattoni | AC Mailand | Aufstellung 1. FC Magdeburg gegen AC Mailand |
| 1. FC Magdeburg                                | 1:0 Enrico Lanzi (42., Eigentor) 2:0 Wolfgang Seguin (74.) | | AC Mailand | Aufstellung 1. FC Magdeburg gegen AC Mailand |
| 8. Mai 1974 in Rotterdam (De Kuip)             | | |            |                                              |
| Ergebnis: 2:0 (1:0)                            | | |            |                                              |
| Zuschauer: 4.641                               | | |            |                                              |
| Schiedsrichter: Arie van Gemert ( Niederlande) | | |            |                                              |